# باشگاه فوتبال دینینگتون تاون
باشگاه فوتبال دینینگتون تاون (به انگلیسی: Dinnington Town Football Club) یک باشگاه فوتبال در شهر دینینگتون، کشور انگلستان است که در سال ۲۰۰۰ میلادی تأسیس شده‌است.